# Філ Ніл
Філ Ніл (англ. Phil Neal, нар. 20 лютого 1951, Ірчестер) — колишній англійський футболіст, що грав на позиції захисника. По завершенні ігрової кар'єри — футбольний тренер.
Більшу частину кар'єри провів у «Ліверпулі», у складі якого став одним з найтитулованіших англійських футболістів в історії, а також виступав за національну збірну Англії, разом з якою був учасником Євро-1980 та ЧС-1982.

## Клубна кар'єра
У дорослому футболі дебютував 1968 року в третьому англійському дивізіоні виступами за «Нортгемптон Таун» , в якій провів шість з половиною сезонів, взявши участь у 187 матчах чемпіонату.
Своєю грою за цю команду привернув увагу представників тренерського штабу клубу «Ліверпуль», до складу якого приєднався 9 жовтня 1974 року за 66 тис. фунтів стерлінгів. Відіграв за мерсісайдців наступні одинадцять сезонів своєї ігрової кар'єри. Більшість часу, проведеного у складі «Ліверпуля», був основним гравцем захисту команди. За цей час сім разів виборював титул чемпіона Англії, по чотири рази ставав переможцем Ліги чемпіонів УЄФА та Кубка англійської ліги, п'ять разів вигравав Суперкубок Англії, а також по одному разу вигравав Кубок УЄФА та Суперкубок УЄФА. Такі досягнення роблять його одним з найуспішніших англійців у футболі. Протягом своєї кар'єри за «Ліверпуль» Ніл не пропустив жодної гри чемпіонату, граючи 365 матчів поспіль з 1975 по 1983 рік, після чого через отриману травму змушений був пропустити одну гру.
Ніл покинув Енфілд Роуд після 11 сезонів в 1985 році, ставши граючим менеджером клубу «Болтон Вондерерз», з яким у сезоні 1988/89 виграв Трофей Футбольної Ліги. Завершив ігрову кар'єру 1989 року, зігравши загалом понад 700 матчів чемпіонату.

## Виступи за збірну

Філ Ніл на Євро-1980

1976 року дебютував в офіційних матчах у складі національної збірної Англії. 
У складі збірної був учасником чемпіонату Європи 1980 року в Італії та чемпіонату світу 1982 року в Іспанії.
Протягом кар'єри у національній команді, яка тривала 8 років, провів у формі головної команди країни 50 матчів, забивши 5 голів.

## Кар'єра тренера
У грудні 1985 року Ніл став граючим тренером клубу «Болтон Вондерерз» і керував клубом протягом семи років. За цей час Ніл привів клуб до перемоги у Трофею Футбольної Ліг 1989 року, але незабаром після того вилітає в Четвертий дивізіон, вперше у своїй історії. В наступному сезоні Ніл повернув Болтон в Третій дивізіон, а у наступних двох сезонах (у 1990 і 1991 році) потрапляв з командою в плей-офф, але в обох випадках не зміг виграти право підвищитись до Другого дивізіону. 1992 року команда закінчила сезон на 13 місці і Ніла було звільнено 8 травня 1992 року. 
23 жовтня 1993 року став менеджером «Ковентрі Сіті», що виступав у Прем'єр-Лізі. Незважаючи на невдалий початок, команда в другій половині сезону набрала форму і фінішувала 11 місці у чемпіонаті. Найбільш вражаючим результатом команди того сезону під керівництвом Ніла була домашня перемога 4:0 над «Манчестер Сіті» 19 лютого. Проте вже у наступному сезоні «Ковентрі» став боротися за виживання і Ніл був звільнений 14 лютого 1995 року, незважаючи на перемогу 2:0 ннад «Крістал Пелес» за три дні до того, які дозволили команді піднятись на 17 місце у Прем'єр-Лізі, н два місця вище зони вильоту. 
В лютому 1996 року Ніл був призначений менеджером «Кардіфф Сіті», що виступав у третьому за рівнем дивізіоні, але вже в жовтні того ж року він покинув валійський клуб, щоб стати помічником менеджера Стіва Коппелла в «Манчестер Сіті», які боролися за підвищення в Першому дивізіоні після вильоту з прем'єр-ліги. Тим не менш, Коппелл подав у відставку 8 листопада 1996 року і Ніл був виконувачем обов'язків менеджера до прибуття Френка Кларка 29 грудня.
У сезоні 1997-98 Ніл працював помічником менеджера Баррі Фрая в «Пітерборо Юнайтед» після їх вильоту до третього дивізіону, але був звільнений Фраєм 15 березня 1998 року.
Після того Ніл працював футбольним експертом для різних телерадіокомпаній і написав дві автобіографії, будучи «Attack From The Back» в 1981 році і «Life at the Kop» в 1986 році.

## Титули і досягнення

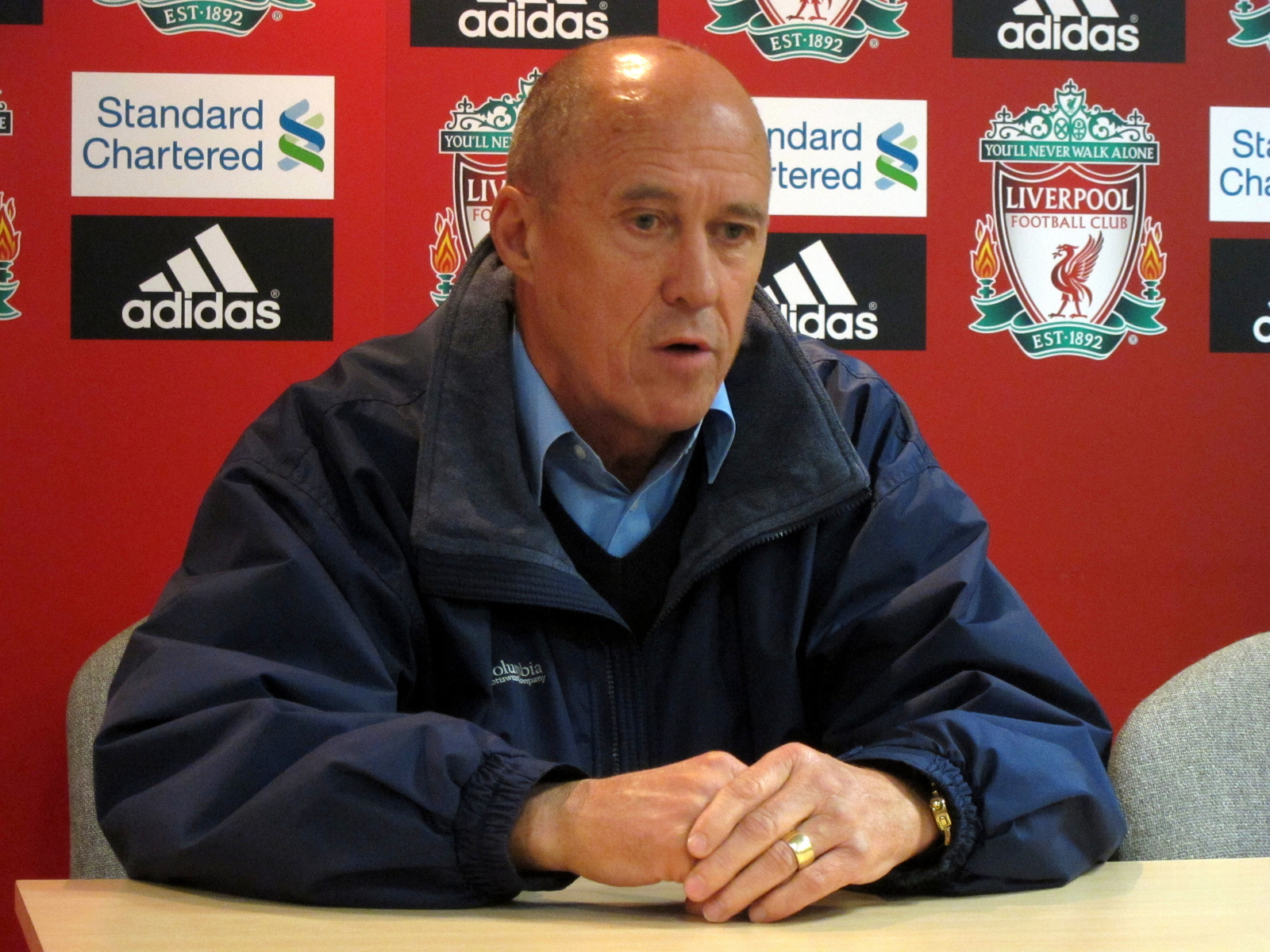
Філ Ніл у 2012 році

- Чемпіон Англії (7):

«Ліверпуль»: 1975-76, 1976-77, 1978-79, 1979-80, 1981–82, 1982–83, 1983–84
- Володар Суперкубка Англії (5):

«Ліверпуль»: 1976, 1977, 1979, 1980, 1982
- Володар Кубка англійської ліги (4):

«Ліверпуль»: 1980-81, 1981–82, 1982–83, 1983–84
- Переможець Кубка європейських чемпіонів (4):

«Ліверпуль»: 1976-77, 1977-78, 1980-81, 1983-84
- Володар Кубка УЄФА (1):

«Ліверпуль»: 1975-76
- Володар Суперкубка Європи (1):

«Ліверпуль»: 1977